# Pollenia semiaperta
Pollenia semiaperta är en tvåvingeart som först beskrevs av Egger 1855.  Pollenia semiaperta ingår i släktet vindsflugor, och familjen spyflugor. Inga underarter finns listade i Catalogue of Life.